# Kayalar
Kayalar ist ein Dorf im Landkreis Midyat der türkischen Provinz Mardin. Kayalar liegt etwa 62 km nordöstlich der Provinzhauptstadt Mardin und 15 km südwestlich von Midyat. Kayalar hatte laut der letzten Volkszählung 159 Einwohner (Stand Ende Dezember 2009).